# Mors (constructeur)
Pour les articles homonymes, voir Mors.
Mors est un constructeur pionnier de l'automobile français parisien entre 1895 et 1925. L’usine était située 48 rue du Théâtre, où se trouvaient de nombreuses autres usines automobiles. Il fut célèbre au début du XXe siècle pour ses nombreux succès sportifs entre 1899 et 1904, rivalisant alors souvent avec Panhard sur route. Mors est dirigé par André Citroën à partir de 1906 puis absorbé par Citroën à sa fondation en 1919.
La société fut aussi, de ses débuts jusqu'aux années 1990, un fabricant d'équipement ferroviaire, équipant notamment de nombreuses gares françaises de techniques innovantes d'aiguillage dans l'entre-deux-guerres. Elle fabriqua également des scooters dans les années 1950.

## Les frères Mors

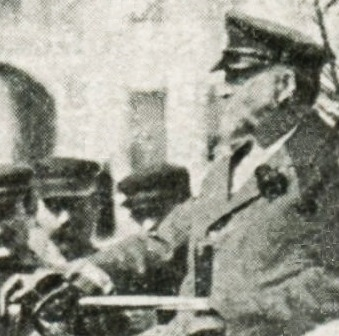
Émile Mors 2e de Bruxelles-Spa en 1898.

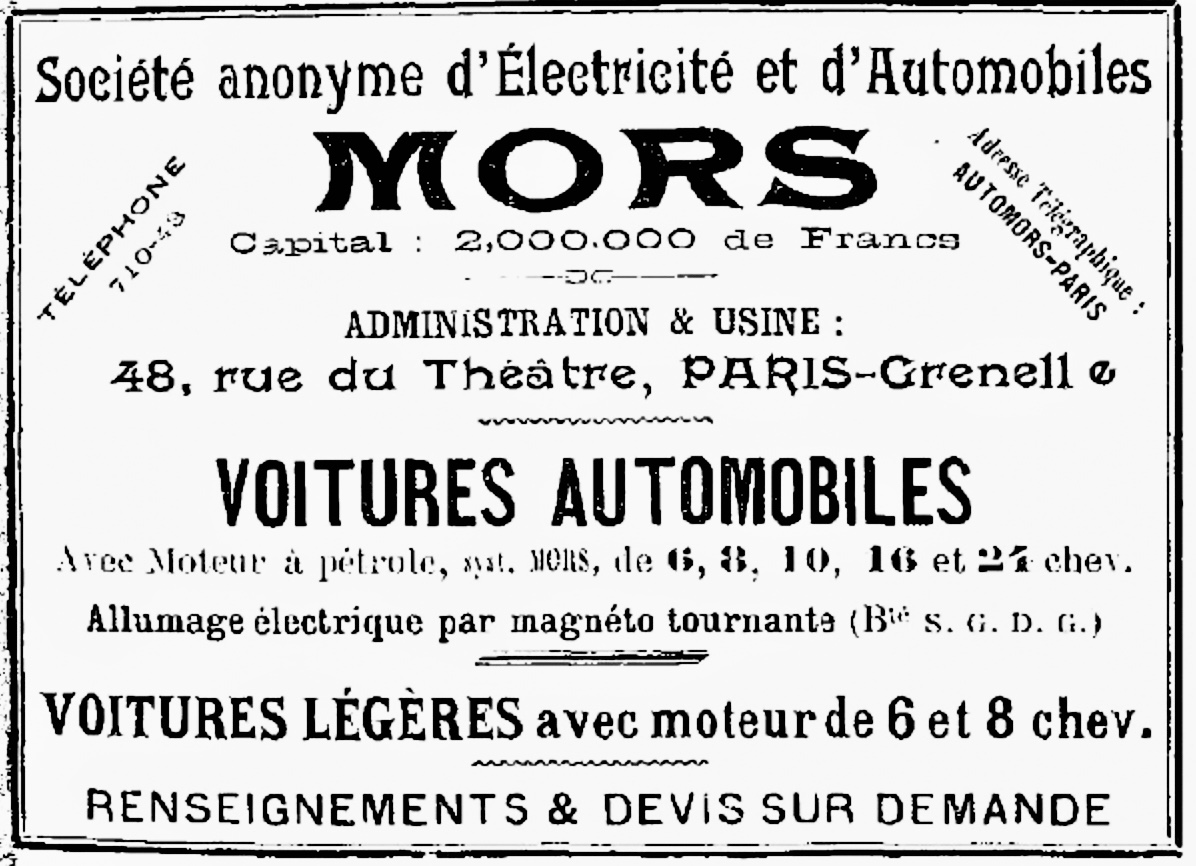
Mors (1900).

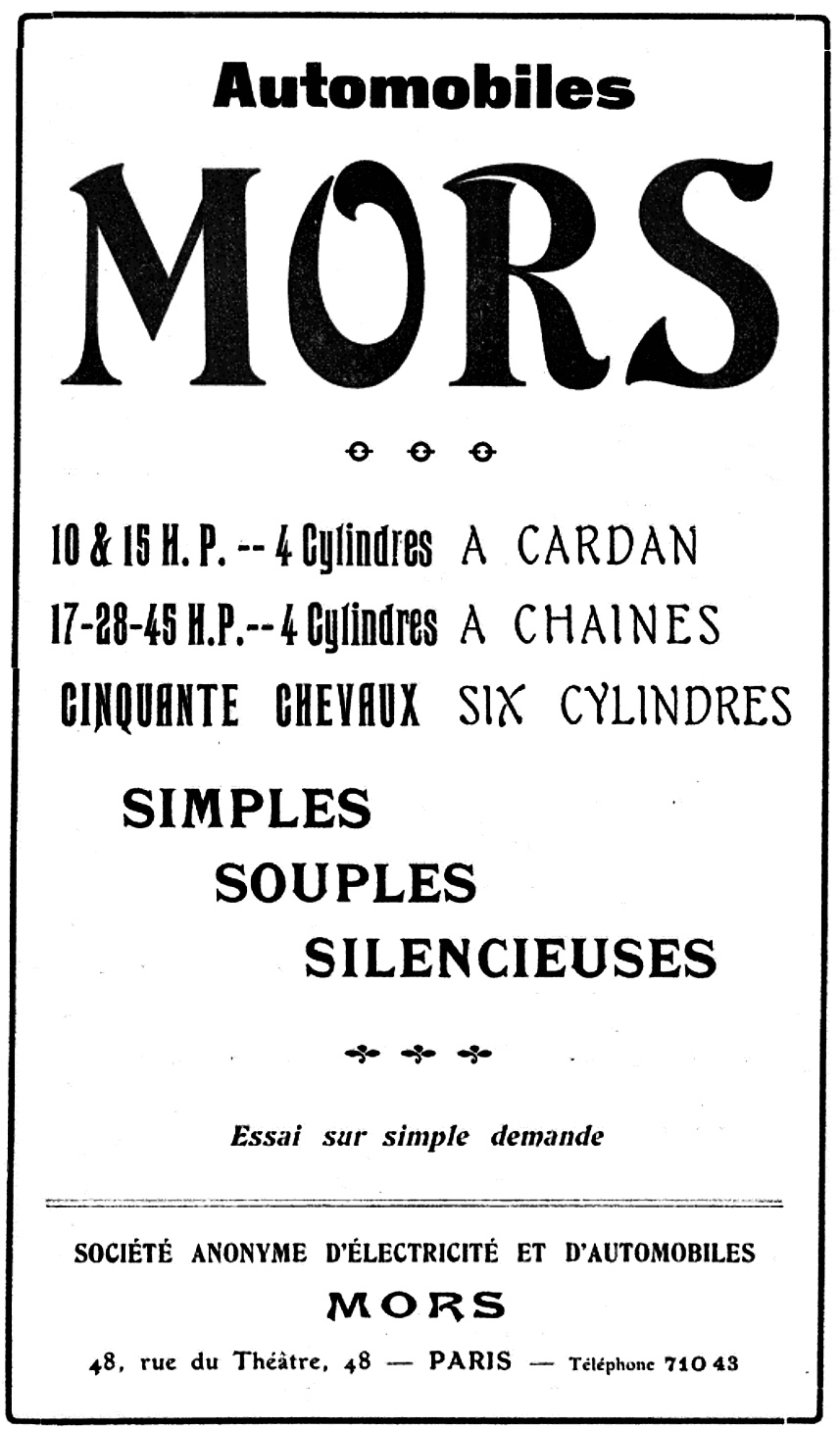
Mors (1907).

### Louis Mors
Louis Mors (1855-1917) est ingénieur de l’École centrale de Paris (des arts et manufactures), passionné par les nouvelles techniques, fondateur d'un journal spécialisé dans l’électricité, pionnier de la conception d'automobile avec son frère Émile. Il est aussi mécène, collectionneur d'instruments de musique, critique d'art et favorise la création d’une chaire de musicologie au Collège de France. Il possédait d'ailleurs un théâtre privé à Paris, et se lia d'amitié avec Claude Debussy, rencontré en 1889. Après des débuts en course sur Panhard, il finit 8e de Marseille-Nice en 1898. Il est chevalier de la Légion d'honneur, et membre du Comité de l'Automobile Club de France (ACF)  à son décès.

### Émile Mors
Émile Mors (1859-1942) est ingénieur en électricité, pionnier de la conception d'automobile avec son frère Louis, inventeur en 1900 du système d’allumage par bobine à basse tension et dynamo de ses automobiles. Il est un ancien fabricant de matériels électriques reconverti dans l'industrie automobile naissante en 1895. Il participe avec leurs engins à ses deux premières courses en 1897 (18e du Paris-Dieppe, puis 12e du Paris-Trouville), avant de terminer deuxième de Bruxelles-Château d'Ardenne-Spa en 1898, et sixième la même année de Marseille-Nice, puis d'abandonner dans Paris-Bordeaux (le Critérium des Entraîneurs), toujours en 1898. Il est fait chevalier de la Légion d'honneur en janvier 1902.

## Historique

### Débuts
À la fin du XIXe siècle l'entreprise d'un dénommé Prud'homme, qui a produit les premiers appareils électro-sémaphoriques pour la Compagnie ferroviaire du Nord, est reprise par Louis Mors. Il la transforme avec son frère en  société d'électricité Mors, installée au 28, rue de la Bienfaisance dans le 8e arrondissement de Paris, spécialisée en fabrication de matériel électrique, téléphone, signalisation ferroviaire, etc.

### Constructeur automobile

#### Pionnier de l'automobile

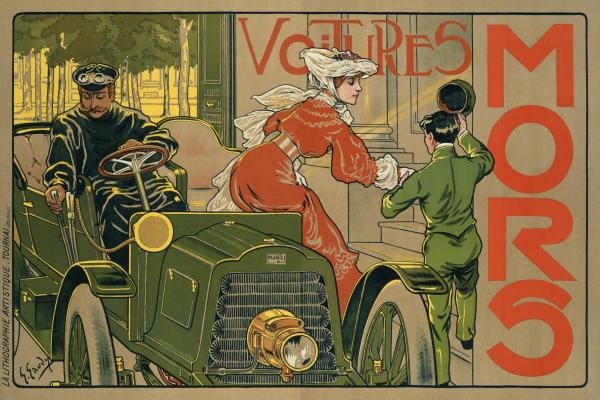
Affiche de l'illustrateur belge Georges Gaudy (Tournai).

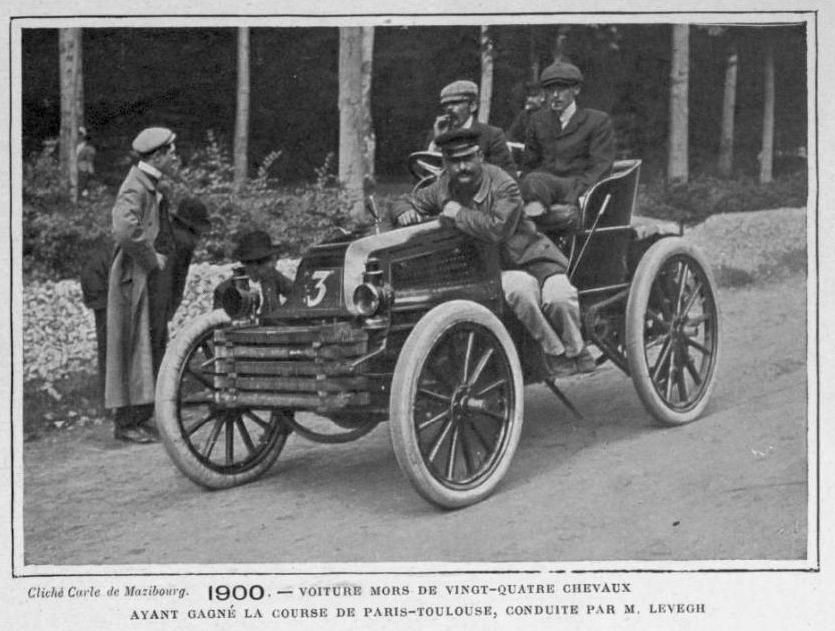
Mors de 24 CV gagné Paris-Toulouse-Paris en 1900.

L'industrie des pionniers de l'automobile française connaît son âge d'or à la fin du XIXe siècle et domine le monde avec les célèbres marques et inventeurs : Mors, Léon Serpollet, Léon Bollée, De Dion-Bouton, Armand Peugeot, Panhard, Louis Renault... 
En 1885, Émile Mors, construit sa première voiture à vapeur avec un système unique de chauffage à pétrole.  
En 1896, il présente avec succès au 4e Salon du Cycle de Paris son premier véhicule à moteur à essence, un landau de type vis-à-vis doté d'un 4 cylindres en V incliné À 45° à soupape d’admission commandée, d’un graissage à carter sec, de culasses refroidies par eau et de cylindres refroidis par air avec l'innovation d'un allumage à rupteur.
En 1898, l'industrie Mors construit 200 voitures par an dans ses ateliers du 48 rue du Théâtre, dans le 15e arrondissement de Paris.

#### Victoires à de nombreuses courses automobiles

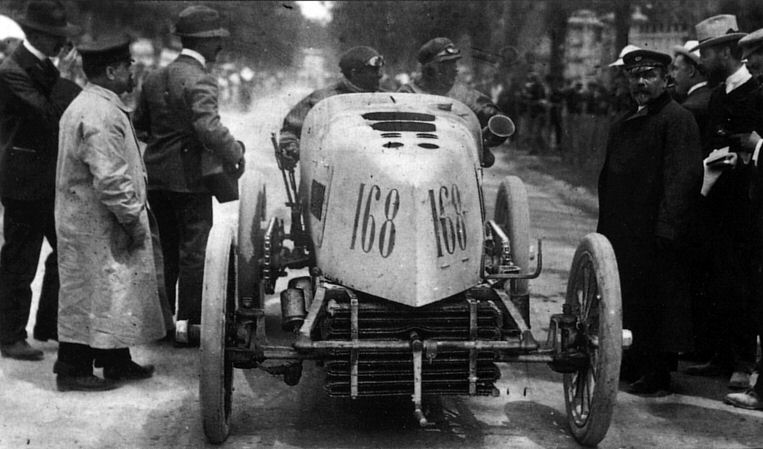
Fernand Gabriel, déclaré vainqueur, à bord de son automobile Mors Z (Paris-Madrid 1903).

En 1897, Émile Mors débute en compétition avec sa voiture au Paris-Dieppe (Mouter et Viard étant également de la partie), puis il dispute le Paris-Trouville (12e), où André Michelin a aussi pris le volant d'une Mors pour l'occasion. En 1898, les frères Mors disputent la course Marseille-Nice, au mois de mars.
En 1899, la voiture de course Mors gagne la course Bordeaux-Biarritz (pilotée par Alfred Velghe, dit « Levegh »). Ce dernier finit également premier ex æquo la même année fin juillet à Paris-Saint-Malo (autre lauréat « Antony », aussi sur Mors, ces deux pilotes ayant été engagés au Criterium des Entraîneurs de mai 1898), début septembre à Paris-Ostende (autre lauréat Léonce Girardot), et à Paris-Boulogne (avec toujours Girardot). En Italie, Rossi termine troisième de Padua-Vincenza-Thiene-Bassano-Trevisio-Padua.  

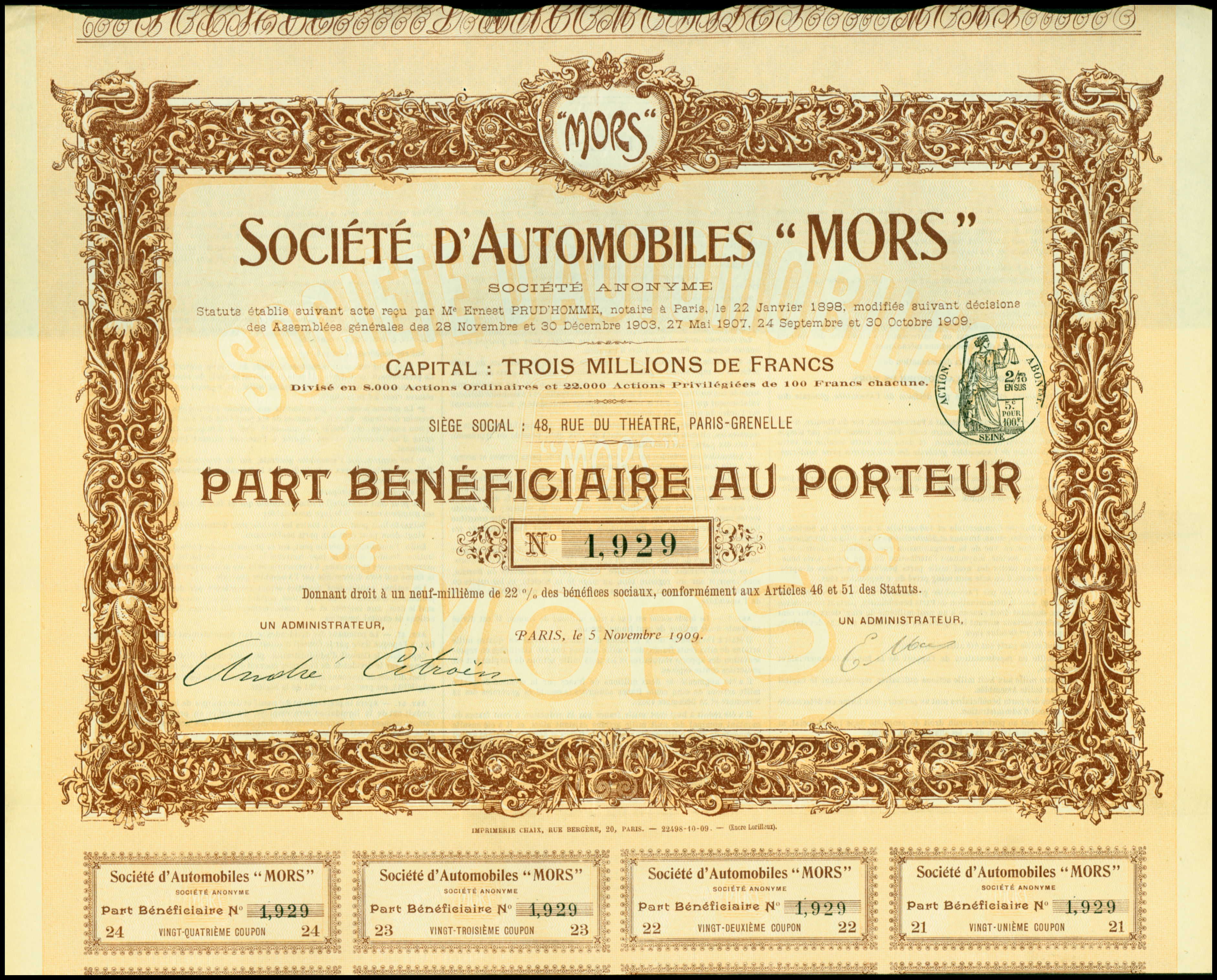
Part bénéficiaire de la Société d'Automobiles Mors, en date du 5 novembre 1909

En 1900, un nouveau modèle 16HP remporte la course Bordeaux-Périgueux-Bordeaux (avec « Levegh », vainqueur à l'aller, et au retour) et Paris-Toulouse-Paris (toujours avec « Levegh »). En Italie, Edoardo Corinaldi termine deuxième de Este-Montagnana-Este Race en mai.
En 1901, outre une 10HP à moteur 4 cylindres en ligne refroidi par air, les deux frères construisirent un véhicule de compétition propulsé par un 4 cylindres de 9 232 cm3 de 60 ch. Piloté par Henri Fournier, face à Renault, Hotchkiss ou Vauxhall, il remporte les courses Paris-Bordeaux en mai, puis Paris-Berlin en juin.
En 1902, le baron Pierre de Caters est deuxième au Circuit des Ardennes (troisième Vanderbilt II).
En 1903, Fernand Gabriel termine 1er de la course automobile Paris-Madrid (interrompue à Bordeaux, troisième Jacques Salleron), et 4e de la coupe automobile Gordon Bennett. De Caters obtient aussi de bons résultats en Italie (deuxième de deux sprints à Padoue, en octobre). En 1904 Joseph Salleron cette fois est deuxième lors des premières Éliminatoires Françaises de la Coupe Internationale (Vanderbilt) avec la Z. En 1907, Lavergne participe au Kaiserpreis. 
Pour la saison 1908, le Belge Camille Jenatzy est 16e au GP de l'A.C.F., et Victor Demogeot 4e à la Coppa Florio.
En courses de côte, la marque s'adjuge la côte Nice - La Turbie en 1900 avec Alfred Velghe le 30 mars, puis toujours avec ce dernier sur 28HP celle de L'Estérel près de Cannes le 1er avril. Ce sont les deux premiers succès de l'entreprise dans cette spécialité. S'ensuivent des succès à la Course de côte de Gaillon (1900, Brasier sur 24HP), à celles de Mucklow Hill (1900, avec une « Petit Duc »), de Château-Thierry (1902, Fernand Gabriel sur 60HP), de Killorglin Hill à Ballyfinane -ou Kerry Cup- (1903, Charles Stewart Rolls sur 80HP), de Eagle Rock à Newark NJ (1903, Vanderbilt II sur 70HP), de la rampe des Chères à Lyon (1905, Joseph Collomb), de Limonest-Mont Verdun (1906, Collom sur 120HP), de Bormes-les-Mimosas, Beausse, et Nancy (1909, Halut sur 100HP), de Gempen près de Bâle en Suisse (1914, Taddeoli)... et même bien plus tard de Cran d'Escalles près de Calais, grâce à Lacroix en 1921.
Mors obtient aussi le record du monde de vitesse en novembre 1902, à trois reprises, grâce à l'Américain William Kissam Vanderbilt II à Ablis, puis aux Français Henri Fournier et Maurice Augières à Dourdan, avec son modèle Z « type Paris-Vienne ».

#### André Citroën
En décembre 1907, la société est au bord de la liquidation. Emile Mors s'associe alors avec le jeune polytechnicien André Citroën qui est nommé directeur général administrateur le 24 février 1908 lequel réorganise l'étude des besoins clientèles, la gestion, modernise, crée de nouveaux modèles et double la production de la marque en 10 ans. André Citroën est un découvreur de talents et un organisateur de génie. Il n'est ni inventeur, ni technicien. Il se passionne pour la « fabrication et la distribution à grande échelle ».
En 1909, Mors fabrique 2000 voitures.
En 1910, les modèles 12 CV et 17 CV ont été présentés.
Au cours d'une tentative de record, les 136 km/h sont atteints.
En 1913, les automobiles Mors ne seront désormais plus équipées que de moteurs Knight du motoriste belge Minerva.

#### Absorption par Citroën
En 1919, au lendemain de la Première Guerre mondiale, André Citroën reconvertit son usine d'armement en industrie automobile et fonde Citroën en absorbant la partie automobile de Mors (vendue par les Frères Mors). 
En 1921, Mors commercialise un nouveau modèle.
En 1923, commercialisation du dernier modèle sous la marque Mors : la 12/16 HP Sport.

#### Modèles

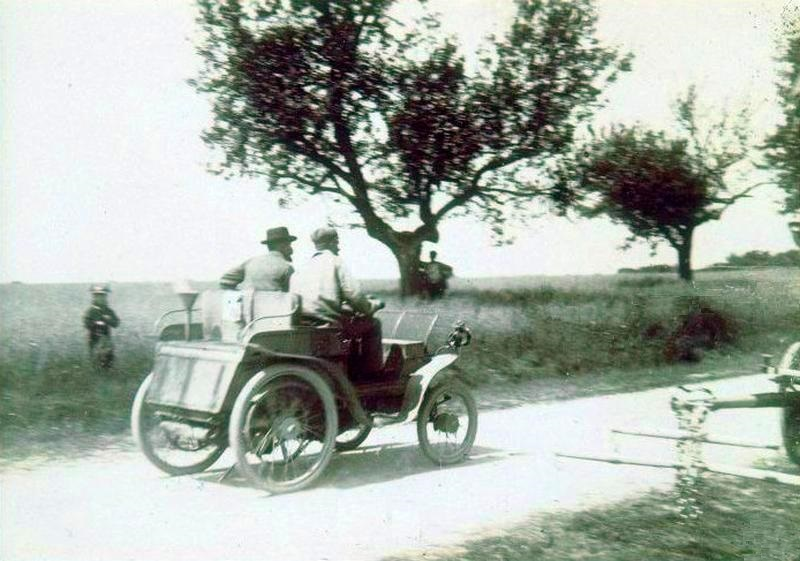
Une automobile Mors en 1898.
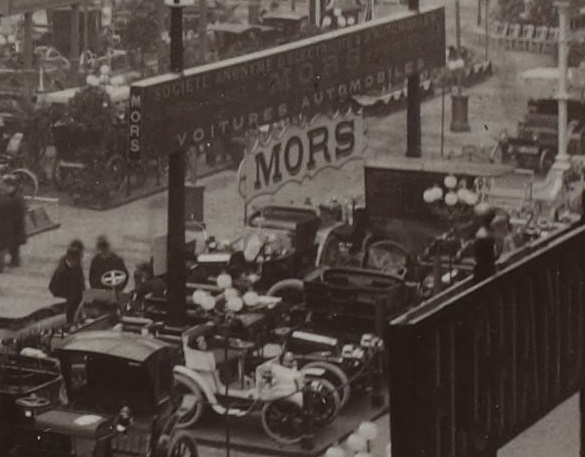
Mors au salon de l'automobile, du cycle, et des sports...
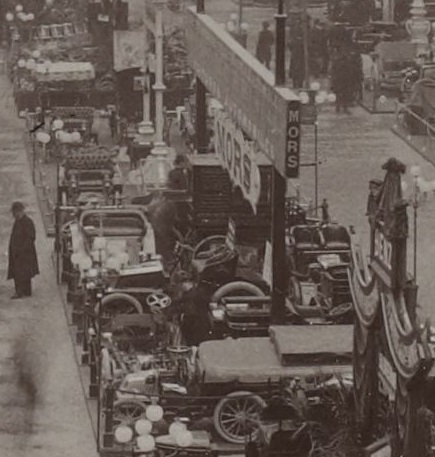
... en 1901.
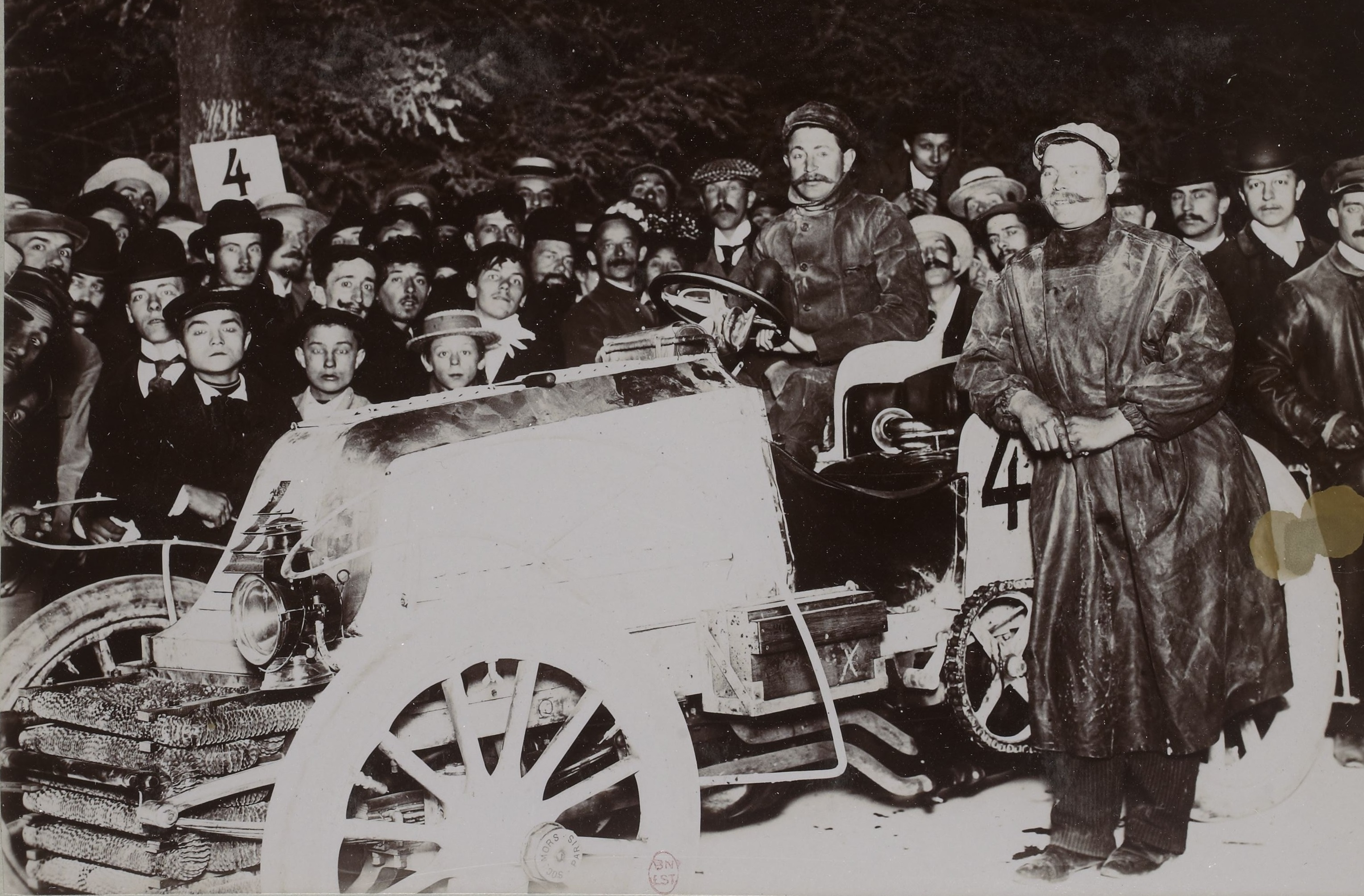
Henri Fournier victorieux du Paris-Berlin 1901.
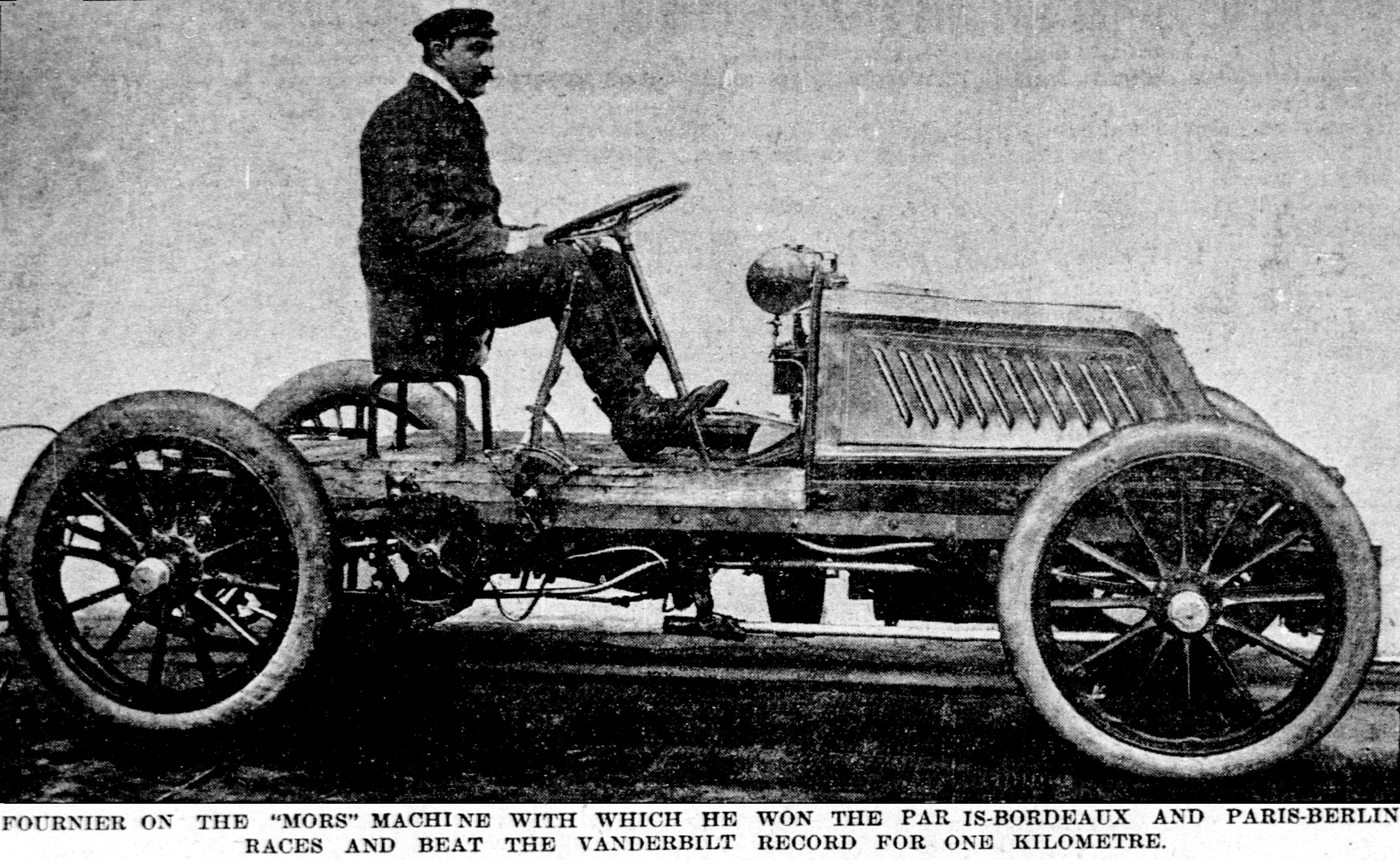
Henri Fournier sur la Mors HP 60, en 1902, après ses succès avec la voiture au Paris-Bordeaux puis au Paris-Berlin en 1901 (à un mois d'écart).
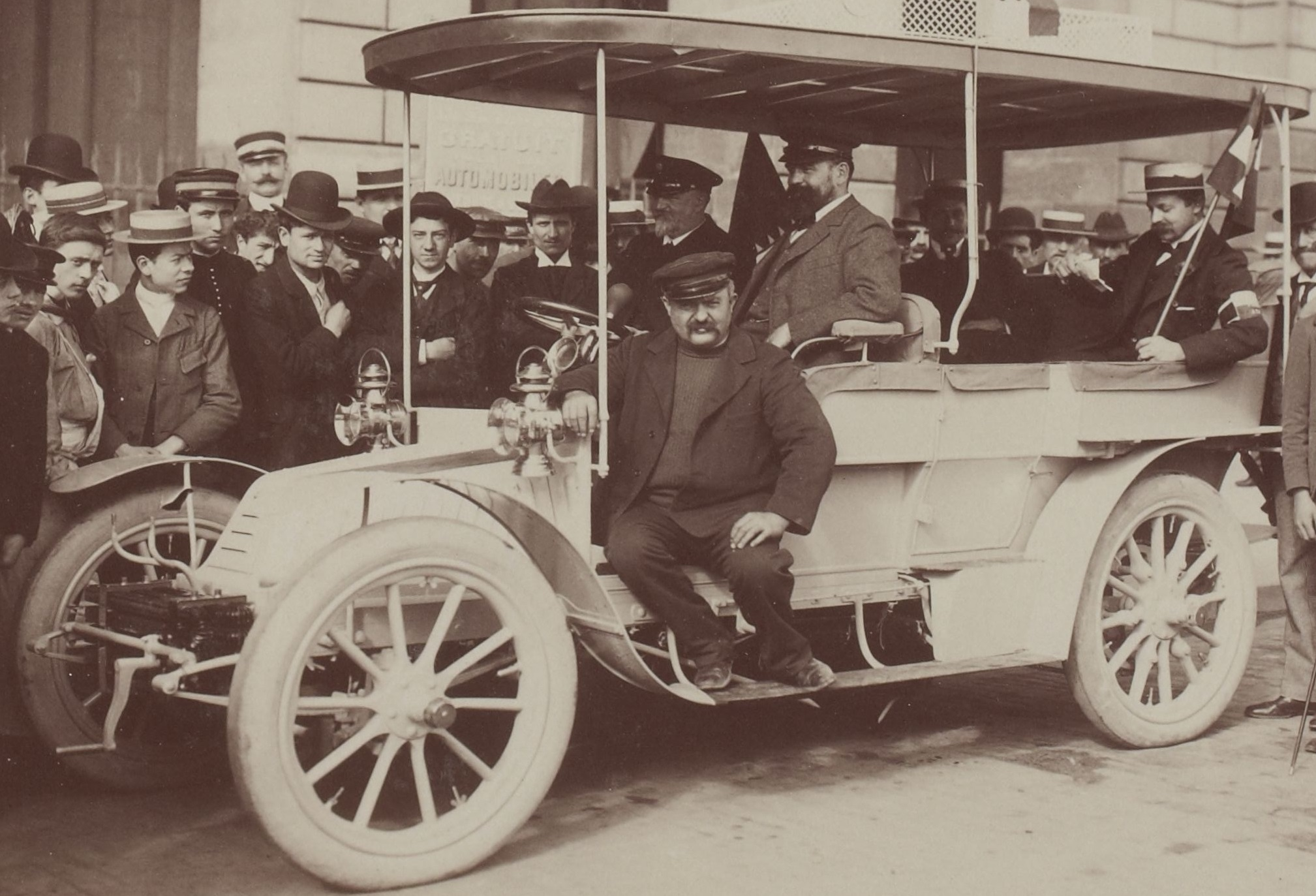
Louis Mors au volant d'une Mors des officiels de l'A.C.F., pour le départ du Paris-Vienne 1902.
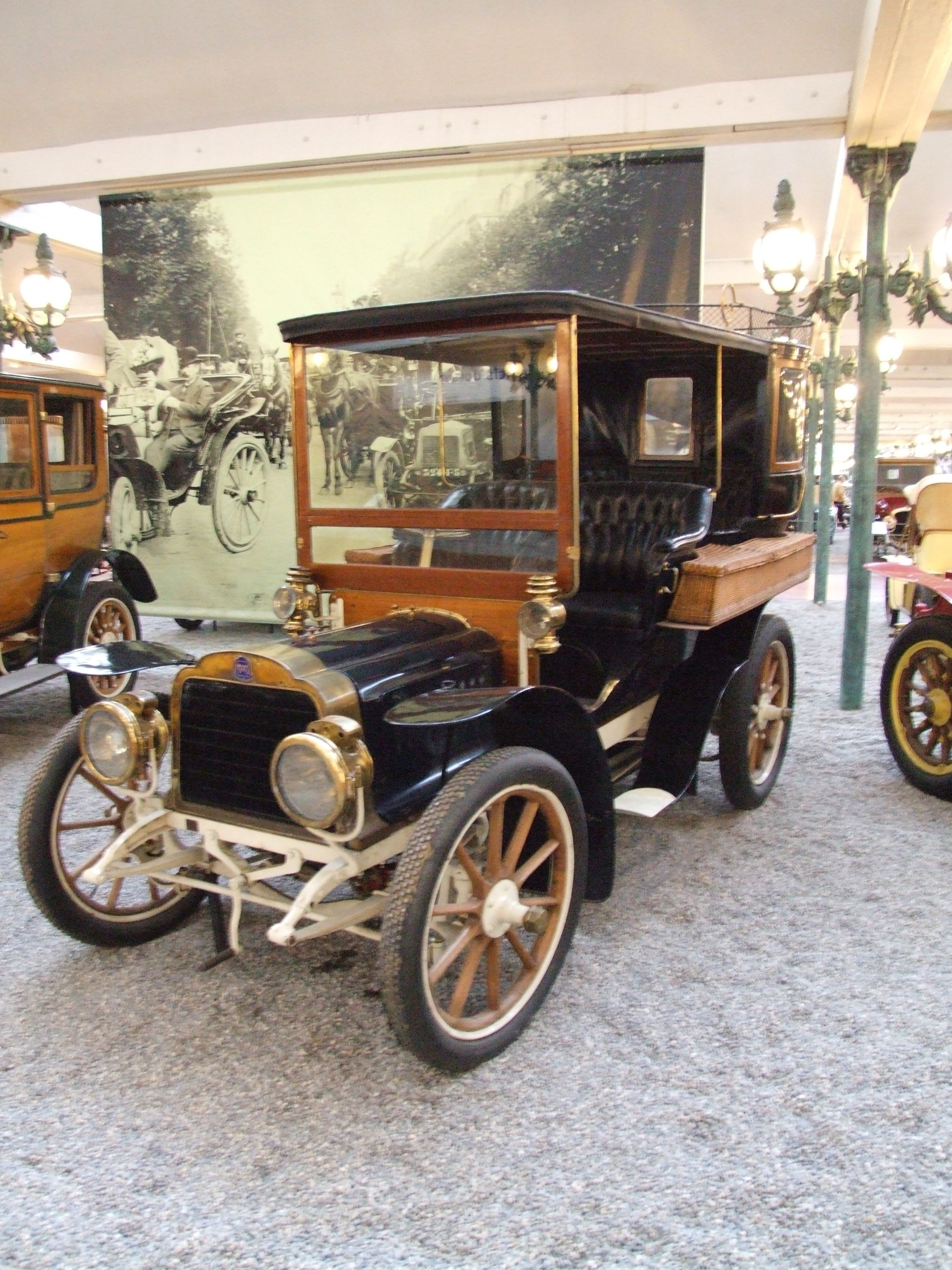
Mors Tonneau Fermé Type N, 4 cylindres - 1 809 cm3 - 60 km/h, Cité de l'automobile - Collection Schlumpf - Mulhouse.
Mors 16HP Limousine (1902) lors de la course de voitures anciennes Londres-Brighton 2010.
Mors 6HP Dogcart (1898) lors de la course de voitures anciennes Londres-Brighton 2010.
Mors 1-RA de 1901 lors de la course de voitures anciennes Londres-Brighton 2006.
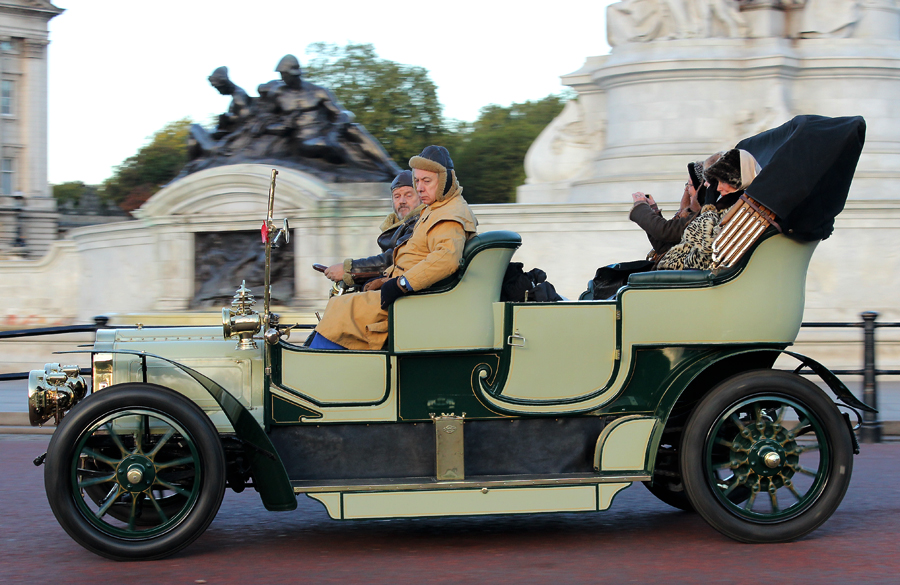
Mors 32 HP Roi-des-Belges (1904) lors de la course de voitures anciennes Londres-Brighton 2013.
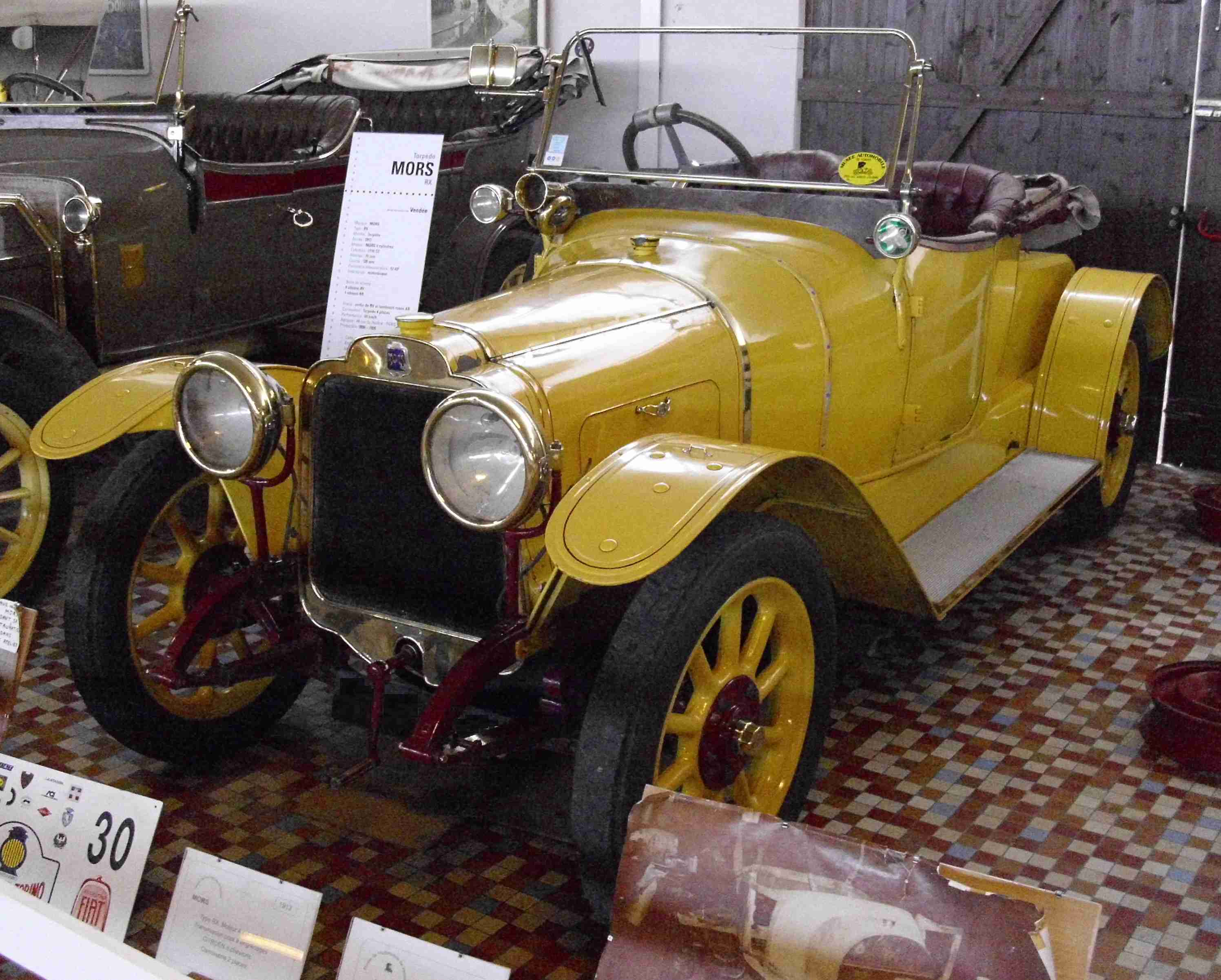
Mors 1913.
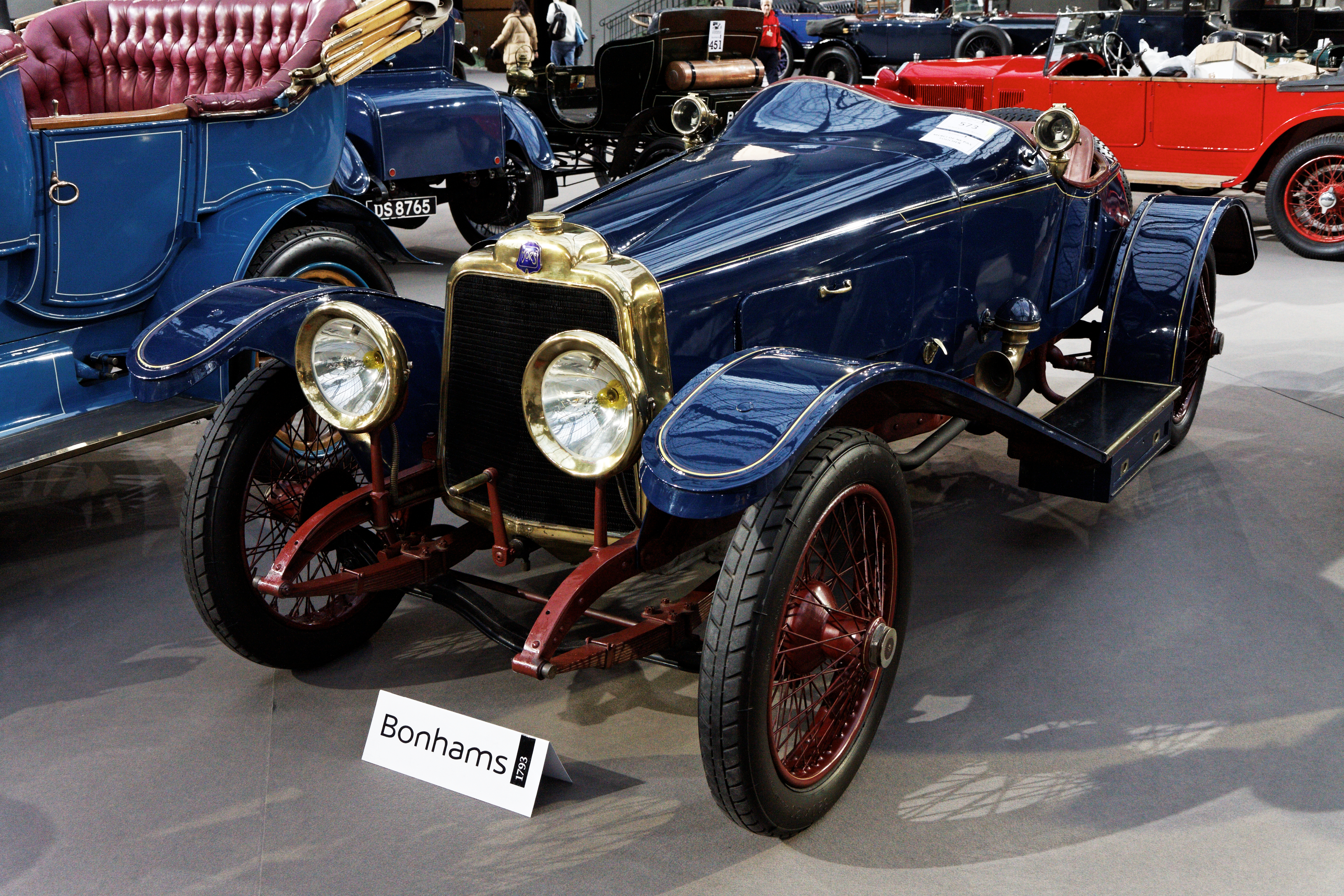
La Mors 30HP torpédo de 1922.
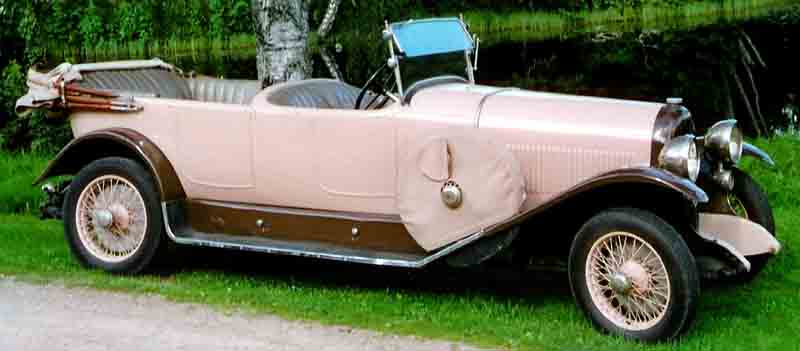
... et le dernier modèle Mors : la 12/16 HP Sport de 1923.

#### Autour de la marque automobile
Charles Nungesser fut surnommé au début du premier conflit mondial le « hussard de la Mors » en raison d'un fait de guerre. Alors qu'il était encore dans l'infanterie, servant dans 2e régiment de hussards, il captura une voiture Mors en tuant ses occupants, des officiers prussiens, et la ramena à travers les lignes ennemies à son état-major avec des plans trouvés sur les officiers tués. Son surnom, donné par le général de son régiment, jouait sur le nom de la marque automobile et les hussards de la mort, un régiment militaire sous la Révolution.  

### Équipement ferroviaire et électricité industrielle

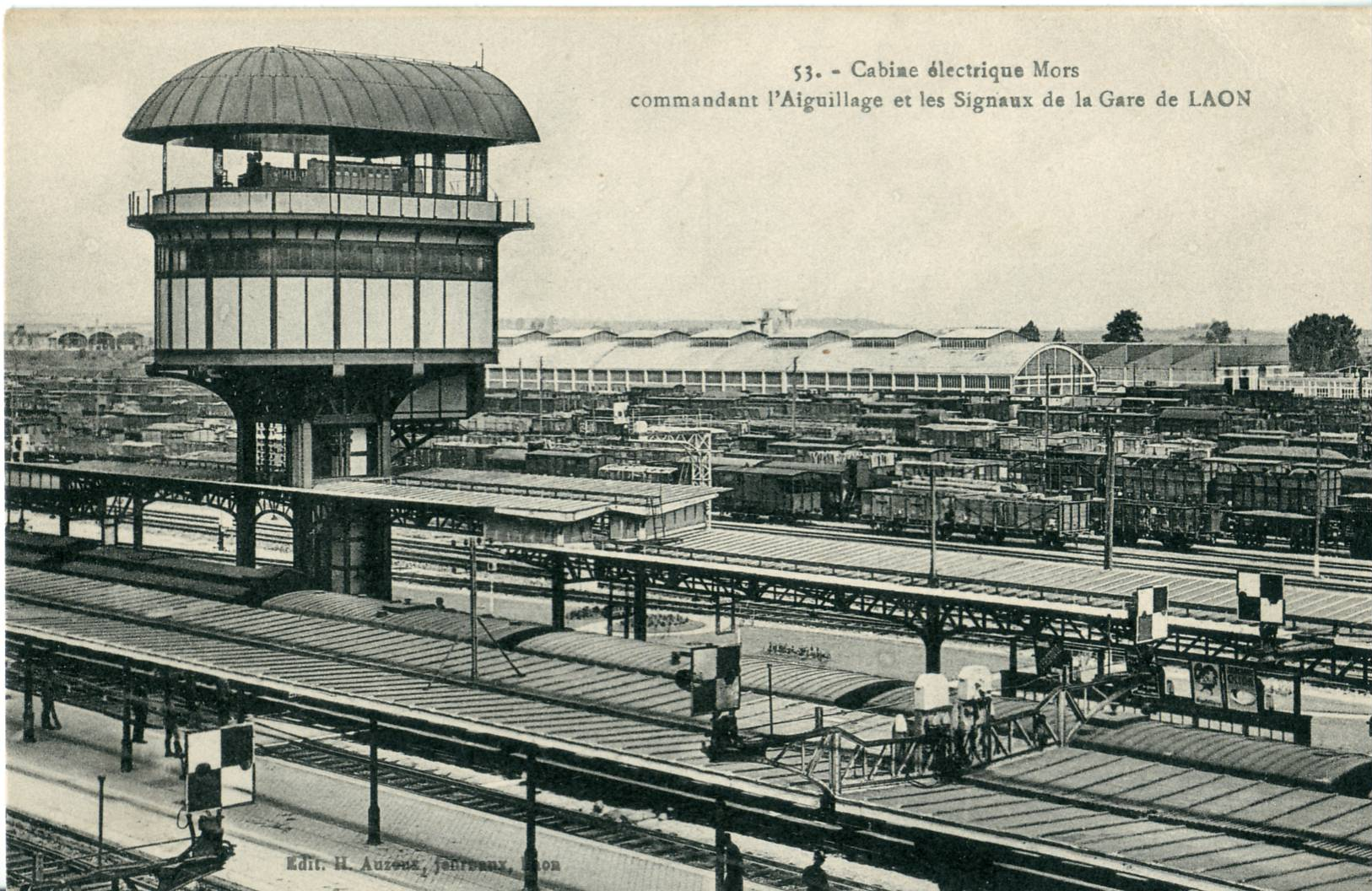
Poste d'aiguillage de la gare de Laon, technologie Mors à enclenchement mécanique de leviers d'itinéraires, construit vers 1925 par la Compagnie du Nord.

Mors produit pour les compagnies ferroviaires des moteurs de signal, des postes d'aiguillages à leviers d'itinéraires ou leviers individuels et de très nombreux relais et verrous électromécaniques. Dans un premier temps, Mors produit principalement pour la compagnie des chemins de fer du Nord, la compagnie des chemins de fer de l'Est et l'Administration des chemins de fer de l'État (qui a repris les compagnies déficitaires de l'ouest français). 
Mors a d'abord développé en 1922 un poste à leviers d'itinéraire à curseurs, déployant cette technique dans les gares de La Rochelle, Laon, Lens, Tergnier, Valenciennes et Amiens. Avec cette  technique, les leviers se déplacent verticalement dans un grill puis horizontalement dans une fente déterminée. 
À partir de 1930, la société lance la technique des leviers particuliers d'itinéraires où chaque levier correspond à un itinéraire et qui se déplacent horizontalement. Mors déploiera sa nouvelle technique à Versailles-Chantiers (1932), Caen (1936), Versailles-Porchefontaine (1937), Clamart (1937), Le Mans (1938) et Rennes (1941). La technique Mors du poste central de cette dernière gare restera en service 77 ans, jusqu'en 2018. Elle et le bâtiment qui l'abrite seront inscrits aux monuments historiques en 2020 pour leur « caractère exceptionnel dans l'histoire des techniques et des métiers de l’aiguillage et de la régulation des trains ».
Dans les années 1960, Mors se spécialise dans l'installation électrique pour devenir « Mors Jean Bouchon (MJB) » avant de devenir en 1984 « GTIE » (Générale de Travaux et d’Installations Électriques), à ce jour filiale du groupe Vinci. Mors a continué  des activités aéronautiques, ferroviaires et maritimes jusqu'en 1996 ainsi que dans le domaine des contacteurs devenu la société Apem. Ces activités ont été vendues séparément à des groupes français. De 1993 à 1995, son PDG était Claude Manceau.

### Scooters
Lors de la vogue du scooter en France au cours des années 1950, la firme Mors industrialisera et commercialisera un scooter innovant, conçu à l'origine par l'ingénieur Pierre Brissonnet. C'est le Mors Speed S1C, qui utilise un châssis en aluminium coulé (technique assez rare et noble que l'on retrouve sur assez peu de 2 roues, utilisée également par la firme MZ et le très performant scooter Rumi Formichino). Ce scooter coûteux à produire fera une modeste carrière commerciale et un autre modèle, plus performant et luxueux, sera lancé (le Mors Paris - Nice) sans plus de succès face aux géants italiens Vespa (qui fabrique en France sous licence à Fourchambault dans la Nièvre) et Lambretta. La société Mors se désengage en 1955, la fabrication étant reprise par les Établissements Alcyon-Gentil pendant quelques années.